# Micracanthia marginalis
Micracanthia marginalis är en insektsart som först beskrevs av Carl Fredrik Fallén 1807.  Micracanthia marginalis ingår i släktet Micracanthia och familjen strandskinnbaggar. Arten är reproducerande i Sverige. Inga underarter finns listade i Catalogue of Life.